# インナ・チュリコワ
インナ・チュリコワ（Inna Churikova、1943年10月5日 - 2023年1月14日）は、ソビエト連邦の女優。夫の映画監督グレブ・パンフィーロフの作品にも多く出演している。

## 出演作品
- 遥かなる勝利へ
- 白痴
- メッセンジャー・ボーイ
- ワッサ　第34回ベルリン国際映画祭　女優賞